# 1643 en littérature
| Années de la littérature : 1640 - 1641 - 1642 - 1643 - 1644 - 1645 - 1646    |
| Décennies de la littérature : 1610 - 1620 - 1630 - 1640 - 1650 - 1660 - 1670 |

Cet article présente les faits marquants de l'année 1643 en littérature.

## Événements
- 16 mai : début de la correspondance entre René Descartes et la princesse Élisabeth de Bohême (fin le 4 décembre 1649)[1].
- 14 juin : le Parlement d'Angleterre instaure une censure préalable à l'impression par le Licensing Order, une ordonnance pour la réglementation de l'imprimerie. John Milton réagit par un discours, l'Areopagitica publié le 23 novembre 1644 dans lequel il défend la liberté de la presse[2].

- 5 août : Mazarin fait l’acquisition de la bibliothèque du chanoine Descordes, installée à l'hôtel Tubeuf à Paris. Il charge Gabriel Naudé de l'enrichir par des achats[3]. La bibliothèque Mazarine atteint 40 000 volumes en 1648 et est la première en France à être ouverte au public dès 1643[4].

- 13 septembre, querelle d'Utrecht : le Conseil de ville d'Utrecht rend un arrêt déclarant diffamatoires la Lettre au père Dinet et la Lettre à Voet de René Descartes[5].

- 10 octobre : le samouraï Miyamoto Musashi, se retire du monde dans la grotte Reigandō et commence la rédaction du Livre des cinq anneaux, un traité sur le kenjutsu, l'art du sabre japonais[6].

- Deutschgesinnte Genossenschaft (de) (« Société des beaux-esprits allemands »), société littéraire organisé à Hambourg par Philipp von Zesen (1617-1689), également membre de la Société des fructifiants, dans le but de purifier l’orthographe et d’éliminer les termes de bas-allemand[7].

- Bossuet, âgé de 16 ans, prêche à l'Hôtel de Rambouillet et à l'Hôtel de Vendôme[8].
- Début de la correspondance de Philippe IV d'Espagne avec la religieuse María de Ágreda (1643-1665)[9].
- Redécouverte par l’évêque islandais Brynjólfur Sveinsson du Codex Regius, une collection de textes poétiques anciens connue sous le nom d’Edda, rédigée pendant la seconde moitié du XIIIe siècle. Il s’agit d’un recueil hétéroclite d’une trentaine de poèmes écrit à partir du VIIIe siècle ou IXe siècle par différents auteurs. Ils racontent des récits mythologiques (les Hávamál, la Völuspá, le Rêve de Baldr, le Chant de Thrymr, le Dit de Grimnir, le Dit de Vafthrudnir) ou héroïques (le Dit de Sígdrifa, la Prédiction de Grípir, l’épopée de Sigurdhr), qui se rapportent à l’âge des migrations (exploits des Huns, des Goths ou des Francs)[10].

## Parutions
- 13 juin : privilège accordé au premier tome de l’Histoire de France : depuis Faramond jusqu'à maintenant, vol. 1, Paris, Mathieu Guillemot, 1643 (présentation en ligne), d’Eudes de Mézeray, en trois volumes publiés en 1643, 1646 et 1651.
- 1er août : John Milton publie anonymement le pamphlet Doctrine and Discipline of Divorce (« La Doctrine et la Discipline du divorce »)[11].
- 26 août : achevé d’imprimer de la première édition de De la fréquente communion, traité de théologie d’Antoine Arnauld, publié chez Antoine Vitré à Paris[12],[13].

- Tristan L'Hermite, Le Page disgracié, Paris, Toussainct Quinet, 1643 (présentation en ligne), roman en deux volumes (achevé d’imprimer du 28 octobre 1642 et 20 novembre 1642).

- La Mothe Le Vayer, Opuscules ou petits traictez, vol. 1, Paris, Antoine de Sommaville, 1643 (présentation en ligne), ouvrage dédié au chancelier Séguier.
- Thomas Browne, Religio Medici : (« La Religion d'un médecin »), Andrew Crooke, 1643 (présentation en ligne), première édition autorisée de l'essai.

- Jean Bolland publie les deux premiers volumes des Acta Sanctorum, à Anvers. C'est le début de l'œuvre des Bollandistes[14].
- Álvaro Semedo, Relatione della grande monarcha della Cina, Rome, sumptibus Hermanni Scheus sub signo Reginae, 1643 (présentation en ligne). Le jésuite portugais répertorie 54 persécutions des chrétiens en Chine depuis 1583.
- Roger Williams, A Key Into the Language of America, Londres, Gregory Dexter, 1643 (présentation en ligne)  (« Une clé pour la langue de l'Amérique »), première étude en anglais d'une langue amérindienne, le narragansett.
- Pedro de Axular, Gero : bi partetan partitua eta berezia, Bordeaux, G. Milanges, 1643, en basque.
- Marc-Antoine Girard de Saint-Amant, La Rome ridicule : caprice, 1643 (présentation en ligne), poème satirique publié sans nom d'auteur et sans privilège du roi. L'imprimeur est emprisonné.